# واسلاف وسلی
واسلاف وسلی (چکی: Václav Veselý؛ ۱۳ اوت ۱۹۰۰ – ۱۰ دسامبر ۱۹۴۱) ژیمناست هنری اهل چکسلواکی بود.